# Kounicův palác
Kounicův palác v Brně je novorenesanční budova z let 1871–1873 v centru Brna, tvořící blok mezi Žerotínovým a Moravským náměstím a ulicí Brandlovou. Roku 1908 ji její majitel, Václav Robert hrabě z Kounic, věnoval spolku českých vysokoškolských studentů. Po roce 1990 je palác je sídlem rektorátu Masarykovy univerzity.

## Historie paláce

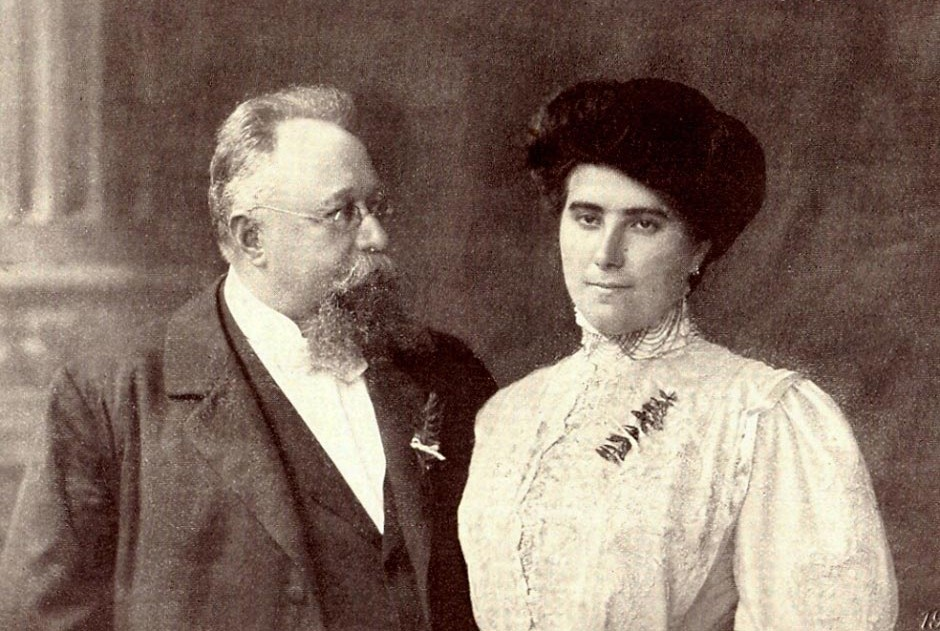
Svatba Václava Kounice a Josefy Horové, při níž darovali palác spolku (Praha 12. května 1908)

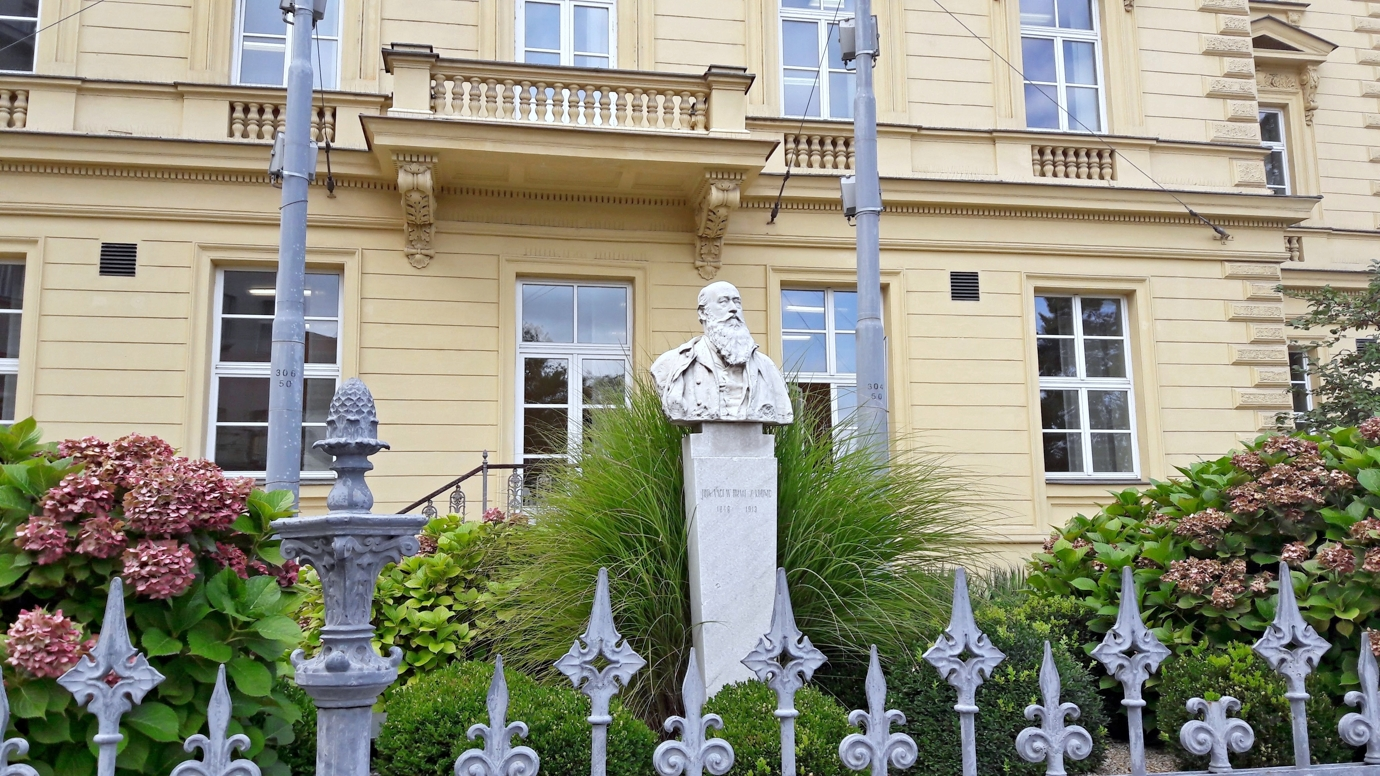
Busta hraběte Kounice před palácem

Novorenesanční budova vznikla na náklady JUDr. Václava Roberta hraběte z Kounic (1848–1913) v letech 1871–1873 jako nájemní dům. Autorem návrhu byl architekt Karel Exner, projekt realizoval Josef Arnold. Sochařské a kamenické práce dodal Adolf Loos starší, otec architekta Adolfa Loose.
12. května 1908 při své svatbě v Praze darovali hrabě Kounic se svou druhou ženou Josefou rozenou Horovou palác Spolku Kounicovy studentské koleje Českých vysokých škol v Brně, aby tak podpořili nemajetné studenty. Samotná budova nebyla pro zřízení kolejí pro studenty vhodná, proto byl palác nadále pronajímán jako obytný dům. Z výnosů pak byly vystavěny nové koleje – v roce 1923 Kounicovy studentské koleje, v roce 1931 Dívčí dům Kounicových studentských kolejí.
Po komunistickém puči v roce 1948 byl objekt znárodněn a získala jej Masarykova univerzita. Od roku 1958 spravoval budovu Podnik bytového hospodářství. Pro potřeby studentstva byl vrácen po roce 1990, kdy jej opět nabyla Masarykova univerzita. V letech 1993–94 proběhla celková rekonstrukce paláce.

## Popis budovy
Novorenesanční budova s atikou má půdorys pentagonu s čelním rizalitem na zkosené straně.